# Renew Europe/10. Legislaturperiode
Die folgende Liste enthält die Mitglieder der Fraktion Renew Europe in der 10. Legislaturperiode von 2024 bis 2029. Stand 25. März 2025 hat die Fraktion nach der Europawahl 2024 75 Mitglieder.
| Staat       | Nationale Partei                               | Europäische Partei | Mandate | Mitglieder                                                                                            |
| ----------- | ---------------------------------------------- | ------------------ | ------- | --- |
| Belgien     | Mouvement Réformateur                          | ALDE               | 3/22    | Benoît Cassart, Olivier Chastel, Sophie Wilmès                                                        |
| Belgien     | Open Vlaamse Liberalen en Democraten           | ALDE               | 1/22    | Hilde Vautmans                                                                                        |
| Belgien     | Les Engagés                                    | EDP                | 1/22    | Yvan Verougstraete                                                                                    |
| Bulgarien   | Dviženie za Prava i Svobodi                    | ALDE               | 1/17    | Elena Jontschewa, Taner Kabilow (beide bis 22. Dezember 2024), İlhan Küçük                            |
| Bulgarien   | Prodalschawame promjanata                      | –                  | 2/17    | Nikola Mintschew, Hristo Petrow                                                                       |
| Dänemark    | Venstre                                        | ALDE               | 2/15    | Morten Løkkegaard, Asger Christensen                                                                  |
| Dänemark    | Radikale Venstre                               | ALDE               | 1/15    | Sigrid Friis                                                                                          |
| Dänemark    | Moderaterne                                    | –                  | 1/15    | Stine Bosse                                                                                           |
| Deutschland | Freie Demokratische Partei                     | ALDE               | 5/96    | Andreas Glück, Svenja Hahn, Moritz Körner, Jan-Christoph Oetjen, Marie-Agnes Strack-Zimmermann        |
| Deutschland | Freie Wähler                                   | EDP                | 3/96    | Engin Eroglu, Christine Singer, Joachim Streit                                                        |
| Estland     | Reformierakond                                 | ALDE               | 1/7     | Urmas Paet                                                                                            |
| Estland     | Keskerakond                                    | –                  | 1/7     | Yana Toom                                                                                             |
| Finnland    | Suomen Keskusta                                | ALDE               | 2/15    | Elsi Katainen, Katri Kulmuni                                                                          |
| Finnland    | Svenska folkpartiet                            | ALDE               | 1/15    | Anna-Maja Henriksson                                                                                  |
| Frankreich  | Renaissance                                    | –                  | 6/81    | Grégory Allione, Valérie Hayer, Bernard Guetta, Pascal Canfin, Fabienne Keller, Stéphanie Yon-Courtin |
| Frankreich  | Mouvement démocrate                            | EDP                | 3/81    | Laurence Farreng, Marie-Pierre Vedrenne, Christophe Grudler                                           |
| Frankreich  | Horizons                                       | –                  | 2/81    | Gilles Boyer, Nathalie Loiseau                                                                        |
| Frankreich  | Union des démocrates et indépendants           | ALDE               | 1/81    | Valérie Devaux                                                                                        |
| Frankreich  | Italia Viva                                    | EDP                | 1/81    | Sandro Gozi                                                                                           |
| Irland      | Fianna Fáil                                    | ALDE               | 4/14    | Barry Andrews, Barry Cowen, Billy Kelleher, Cynthia Ní Mhurchú                                        |
| Irland      | Independent Ireland                            | EDP                | 1/14    | Ciaran Mullooly                                                                                       |
| Irland      | Unabhängig                                     | –                  | 1/14    | Michael McNamara                                                                                      |
| Lettland    | Latvijas attīstībai                            | ALDE               | 1/9     | Ivars Ijabs                                                                                           |
| Litauen     | Lietuvos Respublikos liberalų sąjūdis          | ALDE               | 1/11    | Petras Auštrevičius                                                                                   |
| Litauen     | Laisvės partija                                | ALDE               | 1/11    | Dainius Žalimas                                                                                       |
| Luxemburg   | Demokratesch Partei                            | ALDE               | 1/6     | Charles Goerens                                                                                       |
| Niederlande | Volkspartij voor Vrijheid en Democratie        | ALDE               | 4/31    | Malik Azmani, Jeannette Baljeu, Bart Groothuis, Lennart Salemink                                      |
| Niederlande | Democraten 66                                  | ALDE               | 3/31    | Brigitte van den Berg, Raquel Garcia Hermida-van der Walle, Gerben-Jan Gerbrandij                     |
| Österreich  | NEOS – Das Neue Österreich und Liberales Forum | ALDE               | 2/20    | Helmut Brandstätter, Anna Stürgkh                                                                     |
| Polen       | Polska 2050                                    | –                  | 1/53    | Michał Kobosko                                                                                        |
| Portugal    | Iniciativa Liberal                             | ALDE               | 2/21    | João Cotrim de Figueiredo, Ana Vasconcelos Martins                                                    |
| Rumänien    | Uniunea Salvați România                        | ALDE               | 2/33    | Dan Barna, Vlad Voiculescu                                                                            |
| Rumänien    | Partidul Mișcarea Populară                     | –                  | 1/33    | Eugen Tomac                                                                                           |
| Schweden    | Centerpartiet                                  | ALDE               | 2/21    | Abir Al-Sahlani, Emma Wiesner                                                                         |
| Schweden    | Liberalerna                                    | ALDE               | 1/21    | Karin Karlsbro                                                                                        |
| Slowakei    | Progresívne Slovensko                          | ALDE               | 6/15    | Veronika Cifrová Ostrihoňová, Martin Hojsík, Ľubica Karvašová, Ľudovít Ódor, Michal Wiezik, Lucia Yar |
| Slowenien   | Gibanje Svoboda                                | –                  | 2/9     | Irena Joveva, Marjan Šarec                                                                            |
| Spanien     | Partido Nacionalista Vasco                     | EDP                | 1/61    | Oihane Agirregoitia                                                                                   |
| Gesamt      | Gesamt                                         | Gesamt             | 75/720  | |

Mitglieder der Allianz der Liberalen und Demokraten für Europa (50)
Mitglieder der Europäischen Demokratischen Partei (10)
Parteiunabhängige Mitglieder (17)
1. ↑  Sitzverteilung auf der Website des Europäischen Parlaments